# Korps Schultz
Het Korps Schultz (Duits: Generalkommando Schultz) was een Duits legerkorps van de Wehrmacht tijdens de Tweede Wereldoorlog, genoemd naar zijn commandant, Generalmajor Paul Schultz. Het korps kwam kort in actie ten westen van Wenen in april 1945. 

## Krijgsgeschiedenis

### Oprichting en inzet
Het Korps Schultz werd op 8 april 1945 opgericht. Ten westen van Wenen was begin april 1945 een gat in de Duitse frontlinie ontstaan door de Sovjet-omsingeling van Wenen. SS-Gruppenführer Staudinger organiseerde een ad hoc verdediging tussen Brand-Laaben en Zwentendorf an der Donau. Op 8 april nam de door de ontruiming van Slovakije vrijgekomen staf van de Deutschen Befehlshabers in der Slovakei onder Generalmajor Paul Schultz dit over, waarmee Korps Schultz een feit was.
Bij oprichting beschikte het korps voornamelijk over de Brigade 959 en de Heeres-Panzerjagd-Brigade 2. Later volgde de 710e Infanteriedivisie. Het korps werd in de week daarop teruggedrongen naar een linie ten zuiden van Krems an der Donau en ten westen van Sankt Pölten.
Het Korps Schultz werd op 16 april 1945 omgedoopt in Korps Bünau ten zuiden van Krems an der Donau.

## Bovenliggende bevelslagen
| Leger          | Legergroep       | Plaats/regio | Begin        | Eind          |
| -------------- | ---------------- | ------------ | ------------ | ------------- |
| 6. Panzerarmee | Heeresgruppe Süd | Sankt Pölten | 8 april 1945 | 16 april 1945 |

## Commandant
| Rang         | Naam         | Begin      | Eind          |
| ------------ | ------------ | ---------- | ------------- |
| Generalmajor | Paul Schultz | 8 mei 1945 | 16 april 1945 |